# Sernovodskoïe
Ena-Xişka
Sernovodskoïe (en russe : Серноводское, en tchétchène : Эна-Хишка, Ena-Xişka) est une ville (dès le 9 mars 2024) de Tchétchénie en Ciscaucasie, en Russie. Se situant dans le raïon de Sernovodskoïe, il se trouve dans l'établissement rural de Sernovodskoïe. Sa population s'élevait à 13 094 habitants en 2024. C'est une station thermale réputée du Caucase.   

## Géographie
Sernovodskoïe est située en Tchétchénie, un sujet de Russie européenne qui fait partie du district fédéral du Caucase du Nord. Il se trouve dans le raïon de Sernovodskoïe et dans l'établissement rural de Sernovodskoïe, une municipalité du raïon. 
Sernovodskoïe, comme toute la Tchétchénie, est située dans le fuseau horaire MSK (heure de Moscou). Le décalage horaire appliqué par rapport au temps universel coordonné est +03:00.

## Histoire
Près de la ville se trouve la colonie d'Enakhii, dont la citadelle était entourée de fossés et remonte aux VIIe-IVe siècles av. J.-C. Sa couche culturelle est de 0,7 mètre. Le matériel collecté était stocké à Grozny avant la guerre. La colonie a été examinée en 1938 par G.V. Podgaretski et en 1945 par N.I. Chtanko et T.M. Minaïeva.
Elle obtient le statut de ville le 9 mars 2024.

## Démographie
Recensements (*) et estimations de la population,:
| 2002* | 2010*  | 2021*  | 2024   |
| ----- | ------ | ------ | ------ |
| 9 860 | 10 805 | 12 583 | 13 094 |

## Transports
La ville est située le long de la route fédérale R-217 (Caucase), qui relie la route fédérale M4 à l'Azerbaïdjan.